# Mateusz Grabis
Mateusz Grabis (ur. 24 sierpnia 1994 w Będzinie) – polski kolarz szosowy. Medalista mistrzostw Polski.
Grabis występował w latach 2017–2023 na szczeblu zawodowym, będąc kolarzem Voster ATS Team. Wcześniej reprezentował między innymi grupy Weltour (2014) oraz TC Chrobry Głogów (2015–2016).

## Osiągnięcia
Opracowano na podstawie:

2016
- 3. miejsce w Memoriale Stanisława Szozdy

2018
- 1. miejsce w Memoriale Henryka Łasaka
- 3. miejsce w Pucharze Uzdrowisk Karpackich
- 3. miejsce w Dookoła Rumunii
- 1. miejsce w mistrzostwach Polski (jazda drużynowa na czas)

2019
- 2. miejsce w Koronie Kocich Gór

2021
- 2. miejsce w Memoriale Henryka Łasaka

2022
- 2. miejsce w Ślężańskim Mnichu

2023
- 1. miejsce na 2. etapie Tour of Bulgaria

## Rankingi
| Rok             | 2016  | 2017  | 2018 | 2019  | 2020 | 2021  | 2022  | 2023  |
| --------------- | ----- | ----- | ---- | ----- | ---- | ----- | ----- | ----- |
| World Ranking   | 1389. | 2551. | 833. | 1369. | -    | 1151. | 1530. | 2374. |
| UCI Europe Tour | 936.  | 1721. | 496. | 937.  | -    | 852.  | 1025. | -     |
|                 |       |       |      |       |      |       |       |       |
| Źródło: UCI     |       |       |      |       |      |       |       |       |